# Gisekia
Gisekia es un género de plantas. El único género de la familia Gisekiaceae en el order Caryophyllales. Antes no se la reconocía como familia.
Etimología
Gisekia: nombre genérico otorgado en honor del botánico Paul Dietrich Giseke.

## Especies seleccionadas
- Gisekia africana
- Gisekia aspera
- Gisekia burchellii
- Gisekia congesta
- Gisekia diffusa
- Gisekia haudica
- Gisekia linearifolia
- Gisekia miltus
- Gisekia molluginoides
- Gisekia occulta
- Gisekia paniculata
- Gisekia pentadecandra
- Gisekia phanacioides
- Gisekia pharnacioides
- Gisekia pierrei
- Gisekia polylopha
- Gisekia rubella
- Gisekia scabridula